# Johann Caspar Engels

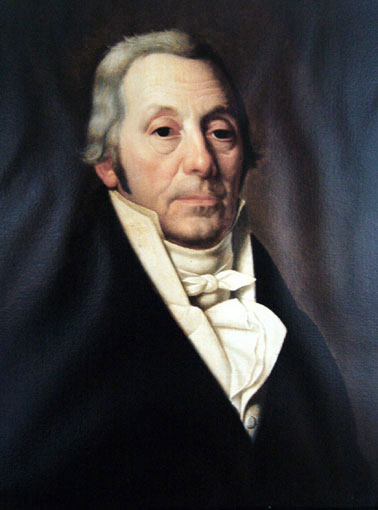
Johann Caspar Engels. Gemälde von Heinrich Christoph Kolbe um 1816.

Johann Caspar Engels (* 28. Februar 1753 in Barmen (heute Stadtteil von Wuppertal); † 20. Juli 1821 ebenda) war ein deutscher Manufakturbesitzer und Großhändler der Textilindustrie. Er war der Großvater von Friedrich Engels.

## Leben
Johann Caspar Engels’ Vater war der gleichnamige Johann Caspar Engels (1715–1787). Dieser war ursprünglich Garnbleicher und Bandwirker. Im Jahr 1770 wurde er zum Begründer der mechanischen Spitzenfabrikation in Unterbarmen. Die Mutter war Anna Katharina (geb. Steinbach) (1720–1761). Ein Bruder war Benjamin Engels, der später Teilhaber des Familienunternehmens wurde.
Auch Engels trat in das Familienunternehmen ein. Im Jahr 1789 heiratete er seine erste Ehefrau Johanna Konstantie geb. Korten (1761–1790). Bereits ein Jahr nach deren Tod heiratete er Luise (geb. Noot) (1761–1822). Deren Vater Jan Willem Noot stammte aus einer Kaufmannsfamilie aus Mülheim und Amsterdam und war unter anderem Bürgermeister in Ruhrort.
Neben der väterlichen Firma gründete Engels 1803 das Barmer Mineralbad. Auf seinem Gut betrieb er zudem eine Ziegelei. Die vom Vater geerbte Manufaktur beschäftigte trotz der durch die Kontinentalsperre verursachten Absatzkrise 1808 300 Arbeiter. Bereits von seinem Vater begonnen, wurden die Arbeiter in einer regelrechten Fabrikkolonie im Engels-Bruch konzentriert. Daneben widmete sich Engels dem Großhandel mit Seide aus Italien. Im Gegensatz zu den meisten übrigen Unternehmern im Wuppertal überstand Engels die durch die Kontinentalsperre und später durch den Import günstiger englischer Fabrikwaren entstandene wirtschaftliche Krise vergleichsweise problemlos.
Engels gehörte schon früh zu den Honoratioren in Barmen. Im Jahr 1785 gehörte er zu den Mitbegründern der „Gesellschaft Musica“. Seine Musikbegeisterung drückte sich auch darin aus, dass er seine Kinder Instrumente erlernen ließ und selbst gerne Orgel spielte. Im Jahr 1791 wurde er Kirchmeister der Elberfelder reformierten Gemeinde. 1796 ließ Engels wie sein Bruder auch auf eigene Kosten eine Schule errichten. Diese diente vor allem zur Unterrichtung der Kinder seiner Arbeiter.
Mit der Gründung des Großherzogtums Berg und der Einführung neuer Verwaltungsstrukturen nach französischem Vorbild im Jahr 1806 wurde Engels ein führendes Mitglied des Stadtrates und war an zahlreichen bürgerschaftlichen Wohlfahrtseinrichtungen beteiligt.
Engels war tief verwurzelt im bergischen Pietismus und unterhielt enge Beziehungen zu führenden Theologen der Zeit. Seine Tochter Louise (Luisa) Engels (* 23. November 1799; † 25. Februar 1845) heiratete 1822 den Pfarrer und späteren preußischen Oberhofprediger Karl Wilhelm Moritz Snethlage. Seit 1817 engagierte er sich im Sinne der preußischen Kirchenunion. Er war maßgeblich an der Gründung der Vereinigt-evangelischen Gemeinde Unterbarmen beteiligt, die 1822 durch Trennung von der lutherischen und reformierten Gemeinde in Elberfeld vollzogen wurde. Für den Bau der Unterbarmer Hauptkirche (errichtet 1828–1832 anstelle eines provisorischen Vorgängerbaus) stifteten er und nach seinem Tod sein Sohn Friedrich Engels bedeutende Geldsummen.